# ファンキーモンキーベイビーズ2
『ファンキーモンキーベイビーズ2』（ファンキーモンキーベイビーズツー）は、FUNKY MONKEY BABYSの2枚目のアルバム。2007年12月12日にドリーミュージックより発売。

## 概要
前作から約1年5か月ぶりのアルバムである。ジャケットは前作に続いてメンバーのDJケミカルを起用している。

## 収録曲
1. モーニングショット (5:06)
作詞・作曲:FUNKY MONKEY BABYS
ネクソンジャパン「ダンシングパラダイス」TV-CMソング
2. Lovin' Life  (4:52)
作詞・作曲:FUNKY MONKEY BABYS/クボケンジ/菅谷豊
4thシングル
MBS「Hz」エンディングテーマ
エムアップ「アーティスト公式サウンド」TV-CMソング
MIT「BEATNIKS」オープニングテーマ
3. ちっぽけな勇気 (5:04)
作詞・作曲:FUNKY MONKEY BABYS
5thシングル
KBC「ドォーモ」エンディングテーマ
エムアップ「アーティスト公式サウンド」TV-CMソング
MIT「BEATNIKS」オープニングテーマ
4. 大丈夫だよ (5:03)
作詞：FUNKY MONKEY BABYS、作曲：FUNKY MONKEY BABYS/菅谷豊
日本テレビ「24時間あたためますか?〜疾風怒涛コンビニ伝〜」エンディングテーマ
5. もう君がいない (4:49)
作詞・作曲:FUNKY MONKEY BABYS/菅谷豊/大塚利恵
6thシングル
MLJ「アーティスト公式サウンド」TV-CMソング
6. LAST HUG (4:45)
作詞・作曲:FUNKY MONKEY BABYS
7. 泣いて笑って夢を見てた (4:18)
作詞:FUNKY MONKEY BABYS、作曲:FUNKY MONKEY BABYS/菅谷豊
インディーズ時代に作られた「そのまんま東へ」の歌詞が流用されている。
8. My Home (3:56)
作詞・作曲:FUNKY MONKEY BABYS
5thシングルのカップリング
9. 指切りげんまん (3:23)
作詞:FUNKY MONKY BABYS、作曲:DJ TATSUTA
10. 天使と悪魔 (3:36)
作詞・作曲:FUNKY MONKEY BABYS
11. 超 I Love You (3:59)
作詞:FUNKY MONKEY BABYS、作曲:FUNKY MONKEY BABYS/菅谷豊/今井了介